# Ясногорська сільська рада
Ясного́рська сільська рада (рос. Ясногорский сельский совет) — сільське поселення у складі Новосергієвського району Оренбурзької області Росії.
Адміністративний центр — селище Ясногорський.

## Населення
Населення — 1257 осіб (2019; 1427 в 2010, 1708 у 2002).

## Склад
До складу сільської ради входять:
| Населений пункт       | Населення, осіб (2002) | Населення, осіб (2010) |
| --------------------- | ---------------------- | ---------------------- |
| Красноглинний, селище | 79                     | 43                     |
| Нагорний, селище      | 39                     | 5                      |
| Отрожний, селище      | 113                    | 46                     |
| Привольний, селище    | 227                    | 186                    |
| Ясногорський, селище  | 1250                   | 1147                   |